# Psoriasis-Netz
Das Psoriasis-Netz ist ein seit 1997 bestehendes Informations- und Selbsthilfeportal zu den Erkrankungen Psoriasis (Schuppenflechte) und Psoriasisarthritis. Der Community des Psoriasis-Netz gehören über 29 000 registrierte Teilnehmer an (Stand Januar 2022). Das Psoriasis-Netz finanziert sich aus Spenden und ist werbefrei.

## Zielsetzung
Das Internetangebot des Psoriasis-Netz will betroffenen Menschen helfen ihre Erkrankung besser zu verstehen und die Krankheitsfolgen besser zu bewältigen. Eine seriöse Information über die Krankheit und die Therapiemöglichkeiten soll die Betroffenen stärken und zu einer sachbezogenen Information der Gesellschaft beitragen.
Im Bereich 'Community' des Psoriasis-Netz können die User, direkt oder indirekt als Angehörige von der Erkrankung Betroffene, ihre Fragen stellen und Erfahrungen austauschen. Gleichzeitig werden als journalistisches Projekt in den Bereichen 'Schuppenflechte', 'Psoriasis arthritis' und 'Ratgeber' Informationen zu den Erkrankungen und Tipps zu deren Bewältigung gegeben.

## Organisation

Startseite von www.Psoriasis-Netz.de

2003 wurde der Verein www.Psoriasis-Netz.de gegründet. Die Beiträge im redaktionellen Teil des Psoriasis-Netz werden von Autoren und Wissenschaftsjournalisten geschrieben. Alle Artikel können frei gelesen werden. Im „Expertenforum“ beantworten Ärzte regelmäßig Fragen zu den Erkrankungen. Nur registrierte Benutzer können live mit Betroffenen chatten, Fragen und Erfahrungen ins Forum oder in einen Blog eintragen. Diese können jederzeit von anderen Betroffenen gelesen und kommentiert werden. Administratoren und Moderatoren sorgen für die Einhaltung von Netiquette und Chat-Regeln. Nutzer des Psoriasis-Netz organisieren regionale und überregionale Treffen. Fotos von Usern, ihrer Krankheit und ihren Treffen können auf einer Internetseite hochgeladen werden. Einmal monatlich erhalten knapp 2000 Abonnenten einen Newsletter.
Das Psoriasis-Netz ist präsent in den sozialen Netzwerken Facebook, Instagram, Twitter und YouTube.
Ehrenamtliche Administratoren des Psoriasis-Netz sind Rolf Blaga und Claudia Liebram (verantwortlich).
Das Psoriasis-Netz wurde von 2010 bis 2017 lückenlos mit dem Medisuch-Zertifikat zertifiziert.